# Nhà sản xuất phim truyền hình
Nhà sản xuất phim truyền hình hoặc nhà chế tác phim truyền hình là người có quyền quản lý sáng tạo quá trình sản xuất phim truyền hình bằng việc phối hợp trách nhiệm của nhà biên kịch chính và giám đốc sản xuất. Trong tiếng Anh có từ showrunner, nghĩa đen là người chạy sô, một thuật ngữ thế kỷ 21 chỉ đến giám đốc sản xuất chính của một bộ phim truyền hình Hollywood tại Hoa Kỳ, Canada và Vương quốc Anh.

## Những nhà sản xuất tiêu biểu
- Thiệu Dật Phu (Hồng Kông)
- Mai Tiểu Thanh (Hồng Kông)
- Quỳnh Dao (Đài Loan)
- Sài Trí Bình (Đài Loan)
- Trương Kỷ Trung (Trung Quốc)
- Vu Chính (Trung Quốc)